# 1916 Boreas
1916 Boreas eller 1953 RA är en asteroid i huvudbältet som korsar Mars omloppsbana. Den upptäcktes 1 september 1953 av den belgiske astronomen Sylvain Arend i Uccle. Den har fått sitt namn efter Boreas i den grekiska mytologin.
Asteroiden har en diameter på ungefär 3 kilometer och den tillhör asteroidgruppen Amor.